# Phymatopsinus pustula
Phymatopsinus pustula là một loài bọ cánh cứng trong họ Attelabidae. Loài này được Ancey miêu tả khoa học năm 1881.